# 虛宿增二
小馬座4，又名BD+05 4697，HD 200790、SAO 126535、HR 8077，是小馬座的一颗恒星，视星等为5.94，位于銀經55.39，銀緯-26.18，其B1900.0坐标为赤經21h 0m 29.3s，赤緯+5° -26.18′ 47″。